# Bruce Boxleitner
Bruce Boxleitner (født 12. maj 1950) er en amerikansk skuespiller og forfatter. Han er nok bedst kendt for at have spillet titelrollen i filmen Tron fra 1982.